# La Position du missionnaire
La Position du missionnaire : Mère Teresa dans la théorie et la pratique est un livre de Christopher Hitchens publié en 1995 traitant de la vie et du travail de mère Teresa. Le livre est une critique ouverte de Mère Teresa, qui est décrite comme une opportuniste politique qui se déguise sous l'apparence d'une sainte en vue de récolter de l'argent à des fins idéologiques. 
Le titre du livre contient une double signification, à connotation sexuelle. Hitchens indique avec ironie avoir aussi pensé au titre Vache sacrée, qui aurait été, selon l'auteur, de mauvais goût.